# Întoarcerea regelui (film din 1980)
Întoarcerea regelui (The Return of the King) este un film fantastic muzical de animație din 1980 realizat de Rankin/Bass și Topcraft. Este bazat pe romanul omonim din 1955 de J. R. R. Tolkien.

## Roluri de voce
- Aragorn – Theodore Bikel
- Bilbo – Orson Bean
- Denethor – William Conrad
- Elrond – Paul Frees
- Éowyn – Nellie Bellflower
- Frodo – Orson Bean[3]
- Gandalf – John Huston
- Gollum – Brother Theodore (ca Theodore)
- Merry – Casey Kasem[4]
- Pippin – Sonny Melendrez[5]
- The Mouth of Sauron – Don Messick
- Sam – Roddy McDowall
- Théoden – Don Messick
- Easterling – Don Messick
- Orc – Paul Frees
- Uruk-hai – Paul Frees
- Lord of the Nazgul – John Stephenson
- Gondorian Guard – John Stephenson
- The Minstrel – Glenn Yarbrough